# Liste der Biografien/Spu
Liste der Biografien |
Portal Biografien |
Personensuche
# |
A |
B |
C |
D |
E |
F |
G |
H |
I |
J |
K |
L |
M |
N |
O |
P |
Q |
R |
S |
T |
U |
V |
W |
X |
Y |
Z |
?
 
Sa |
Sb |
Sc |
Sd |
Se |
Sf |
Sg |
Sh |
Si |
Sj |
Sk |
Sl |
Sm |
Sn |
So |
Sp |
Sq |
Sr |
Ss |
St |
Su |
Sv |
Sw |
Sy |
Sz
 
Spa |
Spe |
Sph |
Spi |
Spl |
Spo |
Spr |
Spu |
Spy
Die Liste der Biografien führt alle Personen auf, die in der deutschsprachigen Wikipedia einen Artikel haben. Dieses ist eine Teilliste mit 67 Einträgen von Personen, deren Namen mit den Buchstaben „Spu“ beginnt.

## Spu

### Spuc
- Spuck, Christian (* 1969), deutscher Choreograph und Regisseur
- Spuck, Petra (* 1957), deutsche Volleyballspielerin

### Spud
- Spude, Carl (1852–1914), deutscher Jurist und preußischer Verwaltungsbeamter
- Spudich, James A. (* 1942), US-amerikanischer Biochemiker

### Spuf
- Spufford, Francis (* 1964), britischer Schriftsteller
- Spufford, Margaret (1935–2014), britische Historikerin
- Spufford, Peter (1934–2017), britischer Wirtschaftshistoriker mit dem Schwerpunkt Mittelalter Europas

### Spug
- Spugnini Santomé, Alba (* 2000), spanische Handballspielerin

### Spuh
- Spuhl, Sonja (* 1977), deutsche Synchronsprecherin
- Spuhler, Alfred (1940–2021), deutscher Doppelagent
- Spuhler, Gregor (* 1963), Schweizer Historiker
- Spühler, Karl (* 1935), Schweizer Rechtswissenschaftler
- Spuhler, Peter (* 1959), Schweizer Unternehmer und Politiker (SVP)Peter Spuhler (* 1959)

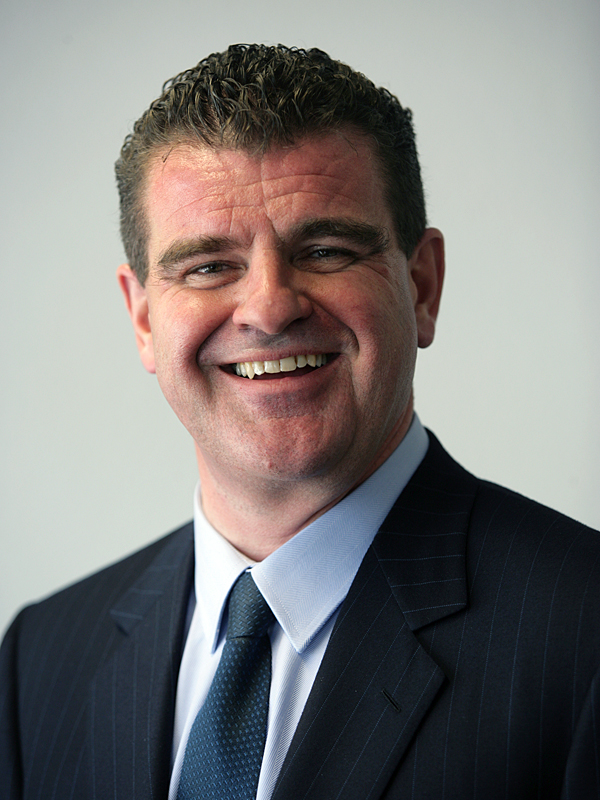
Peter Spuhler (* 1959)

- Spuhler, Peter (* 1965), deutscher Dramaturg und Theaterintendant
- Spühler, Willy (1902–1990), Schweizer Politiker
- Spuhler, Willy (* 1941), Schweizer Radrennfahrer
- Spuhr, Lelia (1924–2006), argentinische Leichtathletin

### Spul
- Špulák, Petr (* 2002), tschechischer Volleyballspieler
- Spülbeck, Otto (1904–1970), deutscher römisch-katholischer Theologe und Bischof von MeißenOtto Spülbeck (1904–1970)

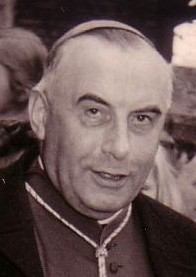
Otto Spülbeck (1904–1970)

- Spülbeck, Susanne (* 1963), deutsche Ethnologin und Lehrbeauftragte
- Spulber, Mihnea (* 2000), rumänischer Skispringer
- Spuler, Arnold (1869–1937), deutscher Politiker (DNVP), MdR
- Spuler, Bertold (1911–1990), deutscher Orientalist
- Spuler, Erwin (1906–1964), deutscher Maler, Keramiker, Graphiker und Bildhauer
- Spuler, Harm (1917–2010), deutscher Neurochirurg und Hochschullehrer
- Spuler-Stegemann, Ursula (* 1939), deutsche Islamwissenschaftlerin und Autorin
- Spuller, Eugène (1835–1896), französischer Politiker und Journalist
- Spuller, Ronald (* 1981), österreichischer Fußballspieler und -trainer

### Spun
- Spunda, Franz (1890–1963), österreichischer Schriftsteller und Gymnasiallehrer
- Spundflasche, Heinz (1919–1972), deutscher Fußballspieler
- Spungen, Nancy (1958–1978), US-amerikanische Managerin, Freundin des Punkmusikers Sid Vicious
- Spunky, Johnny (* 1958), finnischer Musiker und Songtexter

### Spur
- Spur Petersen, Simone (* 1994), dänische Handballspielerin
- Spur, Günter (1928–2013), deutscher Ingenieurwissenschaftler und Hochschullehrer
- Špur, Staša (* 1988), slowenische Fußballschiedsrichterassistentin
- Spürck, Dieter (* 1966), deutscher Kommunalpolitiker und Autor
- Spurdziņš, Oskars (* 1963), lettischer Ökonom und Politiker
- Spurek, Sylwia (* 1976), polnische Juristin, Aktivistin und Politikerin; MdEP
- Spurey, Kurt (* 1941), österreichischer Keramikkünstler und Bildhauer
- Spurgeon, Caroline (1869–1942), englische Literaturwissenschaftlerin
- Spurgeon, Charles Haddon (1834–1892), englischer Baptistenpastor, Prediger und EvangelistCharles Haddon Spurgeon (1834–1892)

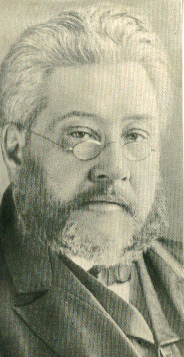
Charles Haddon Spurgeon (1834–1892)

- Spurgeon, Jared (* 1989), kanadischer Eishockeyspieler
- Spurgeon, Keith (1932–1984), englischer Fußballtrainer
- Spurgeon, Nicky, englische Squashspielerin
- Spurgeon, Tyler (* 1986), kanadischer Eishockeyspieler
- Spurgin, Pat (* 1965), US-amerikanische Sportschützin und Olympiasiegerin
- Spürgin, Thorsten (* 1960), deutscher Sportler und Boxer
- Spuri, Patrizia (* 1973), italienische Leichtathletin
- Spurinna, etruskischer Haruspex
- Spurius Tadius, römischer Maler
- Spurius, Marcus, römischer Politiker, einer der Verschwörer gegen Gaius Iulius Caesar
- Spurk, Jan (* 1956), deutscher Soziologe
- Spürkel, Klaus (1948–2016), deutscher Schauspieler und Hörspielsprecher
- Spurlin, Paul Merrill (1902–1994), US-amerikanischer Romanist und Literaturwissenschaftler
- Spurlin, Tommy (1928–2005), US-amerikanischer Rockabilly-Sänger
- Spurling, Hilary (* 1940), britische Journalistin, Schriftstellerin und Biographin
- Spurlock, Morgan (1970–2024), US-amerikanischer Regisseur, Dokumentarfilmer und DrehbuchautorMorgan Spurlock (1970–2024)

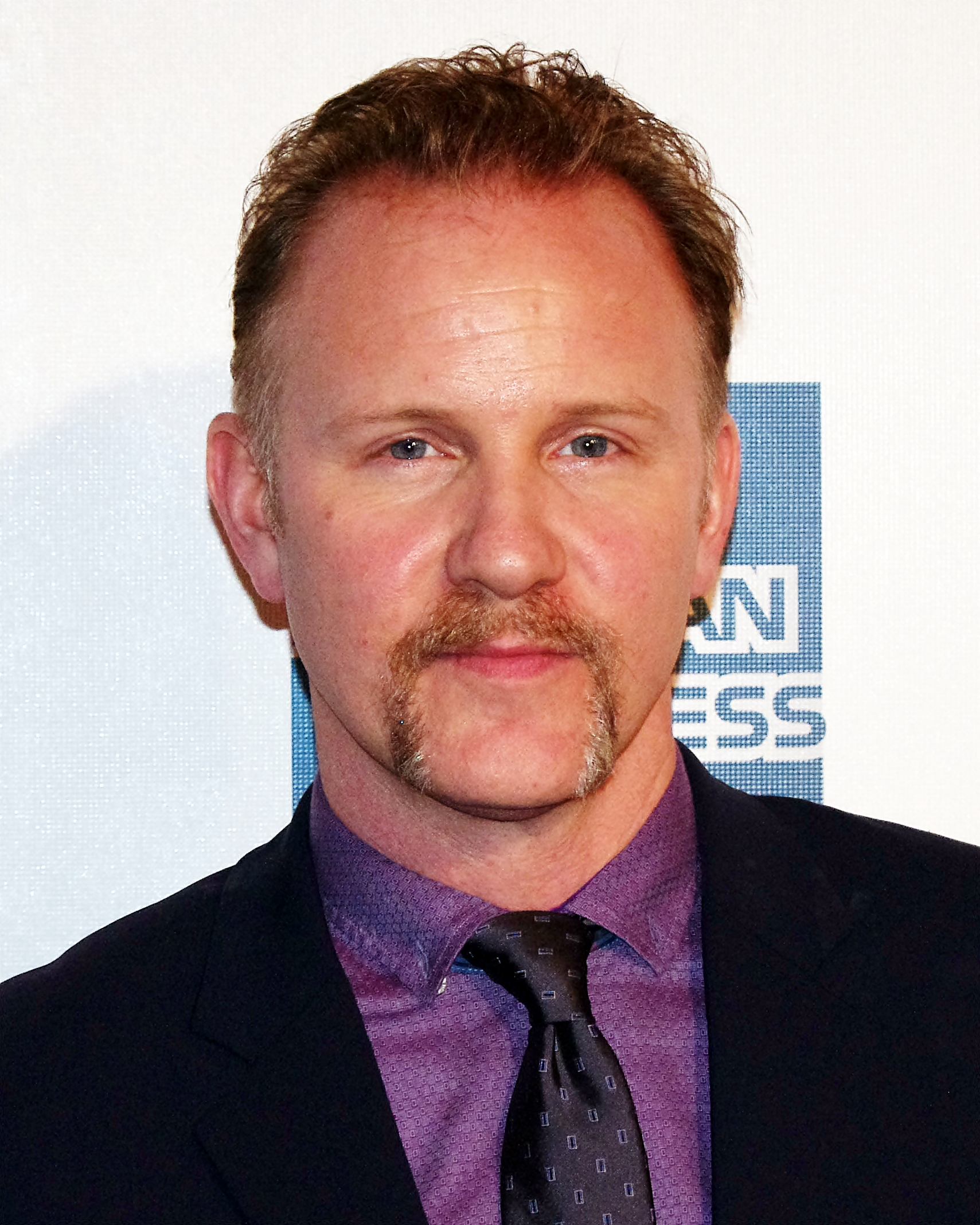
Morgan Spurlock (1970–2024)

- Spurný, Květoslav (1923–1999), tschechoslowakischer Aerosolforscher
- Spurný, Matěj (* 1979), tschechischer Historiker
- Spurr, Josiah Edward (1870–1950), US-amerikanischer Geologe
- Spurrier, Lonnie (1932–2015), US-amerikanischer Mittelstreckenläufer und Sprinter
- Spurrier, Steven (1941–2021), britischer Weinkritiker und Weinhändler in Paris
- Spurzem, Anne (* 1955), deutsche Politikerin (SPD), MdL
- Spurzheim, Carl (1810–1872), österreichischer Arzt und Politiker
- Spurzheim, Johann (1776–1832), deutscher Autor und Arzt

### Sput
- Sputh, Alexander (* 1953), deutscher Jazzmusiker und Bergführer
- Sputh, Robert (1843–1913), deutscher Erfinder (Bierdeckel)